# Mariana Codruț

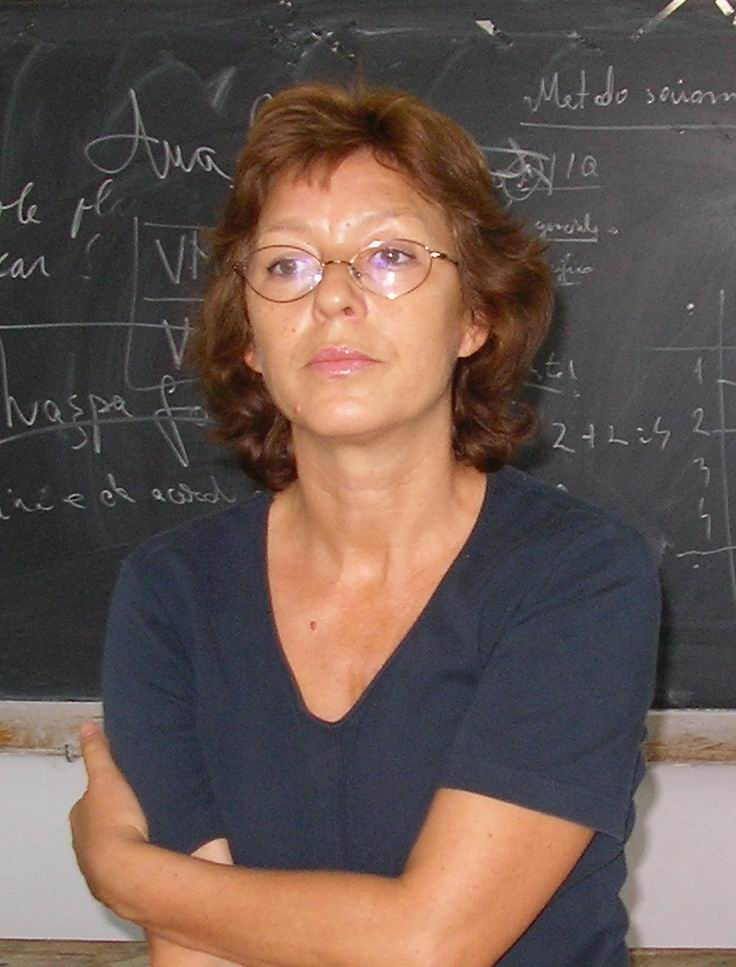
Mariana Codruț

Mariana Codruț (* 1. November 1956 in Prisăcani bei Iași) ist eine rumänische Schriftstellerin.

## Leben
Mariana Codruț schloss an der Alexandru Ioan Cuza Universität in Iași ein Philologiestudium (Französisch und Rumänisch) ab und arbeitete dann zunächst als Lehrerin. Nach 1989 war sie Redakteurin verschiedener Literaturzeitschriften ("Convorbiri literare" und "Sud-Est"). Von 1996 bis 2005 hielt sie an der Iașer Universität Seminare über journalistisches Schreiben. Momentan arbeitet sie als Redakteurin im Verlag der Universität Iași.
Sie veröffentlichte Texte in Zeitschriften und Anthologien in Spanien, Russland, Tschechien, Mazedonien, Deutschland, Kanada, Österreich, Italien, Polen u. a. und wurde zu Lesungen in Städten in der ganzen Welt eingeladen: Wien, Salzburg, Struga, Magdeburg, Leipzig, New York u. a.
Ihr erster von mittlerweile sechs Gedichtbänden erschien bereits 1982. 1997 veröffentlichte sie ihren ersten Roman: Casa cu storuri galbene (Das Haus mit den gelben Gardinen), für den sie den Preis des Schriftstellerverbandes in Iași erhielt: "...die zunächst durch Lyrik hervorgetretene Mariana Codrut hat in ihrem ersten Roman, «Das Haus mit den gelben Gardinen» (1998), in einer knappen, realistischen Prosa das Leben junger Menschen beschrieben, die den Alltag im Iasi der achtziger Jahre kaum anders erleben als die ersten Jahre der postrevolutionären Epoche.".
Der zweite Roman, Nudul Dianei (Diana nackt) folgte 2007.
Mariana Codruț schreibt außerdem regelmäßig Kommentare für die Tageszeitung Ziarul de Iași, die moldauische Zeitschrift Contrafort und andere.

## Werke
Gedichtbände
- Măceșul din magazia de lemne (Junimea, 1982).
- Schiță de autoportret (Junimea, 1982).
- Tabieturile nopții de vară (Cartea Românească, 1989).
- Existență acută (Cartea Românească, 1994).
- Blanc (Vinea, 2000).
- Ultima patrie (Paralela 45, 2007).
- Areal (Paralela 45, 2011)

Prosa
- Ul Baboi și alte povestiri (Kurzgeschichten), (Polirom, 2004).
- Casa cu storuri galbene (Roman), (Polirom, 1997)
- Nudul Dianei (Roman), (Polirom, 2007).

## Essayistik
- Românul imparțial (Dacia, 2011)